# Закрытый исходный код
Закры́тый исхо́дный код — программа, лицензия которой не подходит под определение открытого ПО. Как правило, это означает, что распространяются только бинарные (скомпилированные) версии программы и лицензия подразумевает отсутствие доступа к исходному коду программы, что затрудняет создание её модификаций. Доступ к исходному коду третьим лицам обычно предоставляется при подписании соглашения о неразглашении.
ПО с закрытым исходным кодом является проприетарным (собственническим) ПО.

## Двусмысленность
Фраза «Закрытый исходный код» двусмысленна, так как она может подразумевать лицензии, в которых исходный код программ недоступен. Однако если считать её антонимом открытого кода, то она относится к программному обеспечению, не подходящему под определение лицензии открытого ПО, что имеет несколько другой смысл.
Лицензия Microsoft Shared source — пример лицензии, при которой доступен исходный код, но не под открытой лицензией. Если закрытый исходный код понимать как ПО, не подходящее под определение открытого ПО, то Shared source — пример лицензии закрытого исходного кода.